# Москалівка (Ямпільська селищна громада)
Москалівка — село в Україні, у Ямпільській селищній громаді Шепетівського району Хмельницької області.

## Географія
Селом протікає річка Калинівка. Розташоване у південно-західній частині району.

## Історія
У 1906 році село Білозорецької волості Кременецького повіту Волинської губернії. Відстань від повітового міста 54 верст, від волості 4. Дворів 149, мешканців 1200.

## Населення
Чисельність населення села за переписом 2001 року становила 241 особу, в 2011 році — 207 осіб.

### Мова
Розподіл населення за рідною мовою за даними перепису 2001 року:
| Мова       | Кількість | Відсоток |
| ---------- | --------- | -------- |
| українська | 239       | 99.17%   |
| російська  | 2         | 0.83%    |
| Усього     | 241       | 100%     |